# Paulus Hector Mair
Paulus Hector Mair est l'auteur au XVIe siècle de traités d'escrime, véritables compilations des techniques de la tradition allemande issue de Johannes Liechtenauer.

## Biographie
Paulus Hector Mair (1517-1579) est un fonctionnaire d'Augsbourg intéressé par les arts martiaux de son temps. Il a recueilli des Fechtbüch (traités d’escrime allemands) et a entrepris de rassembler toutes les connaissances sur l'art de l'escrime dans un recueil destiné à dépasser tous les livres précédents, De arte athletica. Pour ce faire, il a engagé le peintre Jörg Breu le Jeune, ainsi que deux tireurs expérimentés, qu’il a chargé de perfectionner les techniques avant qu’elles soient peintes. Le projet a été très coûteux, durant quatre ans, et selon Mair, nécessitant d’y consacrer la majeure partie des revenus et des biens de sa famille. Trois versions manuscrites de la compilation, et une plus tardive et moins complète, ont été préservées.
Non seulement Paulus Hector Mair a dépensé des sommes considérables pour ses collections et ses projets, mais il a également eu un mode de vie très dispendieux, afin d’accueillir dans des réceptions les plus importants bourgeois d'Augsbourg. Ses propres revenus n'étaient pas suffisants pour cela, et pendant de nombreuses années, il a détourné des fonds de la ville, dont la responsabilité lui avait été confiée depuis 1541. Ses malversations ont été découvertes en 1579, et Mair a été pendu comme un voleur à l'âge de 62 ans.
Ces traités d’escrime (notamment celui conservé à Munich) peuvent être considérés comme les plus beaux de l’histoire de l’escrime. Ils sont représentatifs de l’école allemande de Johannes Liechtenauer.

## Manuscrits
- Bibliothèque d'État de Saxe, Dresde, Mscr. Dresd. C 93/94, après 1542, deux volumes, 244 +328 Folios, texte en allemand.
- De arte athletica, Bibliothèque d'État de Bavière, Munich cod. Ico. 393, après 1542, deux volumes, 309 +303 Folios, texte en latin. C'est le plus luxueux de la production Mair, et il a été vendu en 1567 au duc Albert V de Bavière pour la somme considérable de 800 florins.
- Opus amplissimum de arte athletica - Codex Vindobensis, Bibliothèque nationale autrichienne, Vienne, 10825/26, après 1542, deux volumes, 270 +343 Folios, bilingue latin-allemand.
- Archives d’Augsbourg, Schätze B2 Reichsstadt, 1553, 110 Folios, illustré par Heinrich Vogtherr, sur la base de document acquis par Anthon Rast de Nuremberg (1549).

Paulus Hector Mair a aussi réalisé un armorial des familles patriciennes d’Augsbourg (Geschlechter buch der Stadt Augsburg), manuscrit dédié au célèbre Jacob Fugger. Les armoiries de la famille Mair y sont présentées au feuillet 52r. (voir lien ci-dessous)

## Autres liens externes
- paulushectormair.com, site internet consacré à Mair
- Knight, David James and Brian Hunt. Polearms of Paulus Hector Mair.  Paladin Press, 2008.   (ISBN 978-1-58160-644-7).
- reght.fr., association d'AMHE travaillant à partir des manuscrits de Paul Hector Mair

## Autres ouvragres du personnage
- Bericht und Antzaigen der loblichen statt Augsburg...  Bibliothèque nationale autrichienne, Vienne, réf. 31.Aa.74. et 38.A.13. : Recensement de la ville d'Augsbourg
- Geschlechter Buch (etc.), Francfort-sur-le-Main, 1580, Bibliothèque nationale autrichienne, Vienne, réf. 261840-C. Fid, Armorial de la ville de Francfort-sur-le-Main.